# 양지역 (용인)
양지역(陽智驛)은 지금의 경기도 용인시 처인구 양지면 양지리에 위치했던 수려선의 역이다. 현재 역터에는 ‘센트럴타워’라는 건물과 폐기물 처리장이 들어서 있다.

## 역사
- 1930년 12월 1일 : 수원-이천 간 개통과 함께 영업 개시 (보통역)[1]
- 1972년 4월 1일 : 수려선 폐선과 함께 폐지[2]